# Историја рачунарства у Совјетском Савезу
Историја рачунарства у Совјетском Савезу почела је у касним 1940-тим  када је земља почела да развија своју малу електронску рачунску машину (МЕСМ) на Кијевском институту за електротехнику у Феофанији. Првобитна идеолошка опозиција кибернетици у Совјетском Савезу била је превазиђена политиком из Хрушчовљеве ере која је подстицала производњу рачунара.
До раних 1970-их, некоординирани рад конкурентских владиних министарстава довео је совјетску компјутерску индустрију у неред. Због недостатка заједничких стандарда за периферне уређаје и недостатка капацитета за дигитално складиштење, совјетска технологија је значајно заостајала за западном индустријом полупроводника. Совјетска влада је одлучила да одустане од развоја оригиналног компјутерског дизајна и подстакла је клонирање постојећих западних система (нпр. серија 1801 ЦПУ је укинута у корист ПДП-11 ИСА почетком 1980-их).
Совјетска индустрија није била у стању да масовно производи рачунаре према прихватљивим стандардима квалитета и локално произведене копије западног хардвера биле су непоуздане. Како су се персонални рачунари проширили на индустрије и канцеларије на Западу, технолошко заостајање Совјетског Савеза се повећало.
Скоро сви совјетски произвођачи рачунара престали су са радом након распада Совјетског Савеза. Неколико компанија које су преживеле 1990-те користиле су стране компоненте и никада нису постигле велике количине производње.

## Историја

### Рана историја
Владимир Лукјанов је 1936. године дизајнирао аналогни рачунар познат као интегратор воде. Био је то први рачунар на свету за решавање парцијалних диференцијалних једначина.
Совјетски Савез је почео да развија дигиталне рачунаре након Другог светског рата. Универзално програмабилни електронски рачунар креирао је тим научника под вођством Сергеја Лебедева на Кијевском институту за електротехнику у Феофанији. Рачунар, познат као МЕСМ ( рус. МЭСМ; Малая Электронно-Счетная Машина, Small Electronic Calculating Machine  </link> ), почео је са радом 1950. Неки аутори су га такође приказивали као први такав рачунар у континенталној Европи, иако су му претходили Зусе З4 и шведски БАРК . МЕСМ-ове вакуумске цеви су набављене од произвођача радија.
Владина реторика је приказивала кибернетику у Совјетском Савезу као капиталистички покушај даљег подривања радничких права. Совјетске недељне новине Литературнаја газета објавиле су чланак из 1950. снажно критичне према Норберту Винеру и његовој књизи Кибернетика: или контрола и комуникација у животињама и машини, описујући Винера као једног од „шарлатана и мрачњака које капиталисти замењују правим научницима“. Након објављивања чланка, његова књига је уклоњена из совјетских истраживачких библиотека.
Први велики рачунар, БЕСМ -1, састављен је у Москви на Институту за прецизну механику и рачунарску технику Лебедев. Совјетски рад на рачунарима први пут је јавно објављен на Дармштатској конференцији 1955.

### Пост-Стаљиново доба
Као иу Сједињеним Државама, рани компјутери су били намењени научним и војним прорачунима. Системи за аутоматску обраду података су дебитовали средином 1950-их са системима Минск и Урал, оба дизајнирана од стране Министарства радио-технологије. Министарство инструмената је такође ушло у област рачунара са АСВТ системом, који је био базиран на ПДП-8.
Рачунар Стрела, пуштен у рад у децембру 1956. године, извршио је прорачуне за први свемирски лет Јурија Гагарина са посадом. Стрелу је пројектовао Специјални конструкторски биро 245 (СКБ-245) Министарства инструмената. Главни дизајнер Стрела ИИ Базилевски добио је титулу Хероја социјалистичког рада за свој рад на пројекту. Сетун, експериментални тернарни рачунар, пројектован је и произведен 1959.
Хрушчовско отапање је ублажило идеолошка ограничења, а до 1961. влада је подстакла изградњу фабрика компјутера. Рачунари Мир-1, Мир-2 и Мир-3 произведени су у Кијевском институту за кибернетику током 1960-их. Виктор Глушков је започео свој рад на ОГАС-у, децентрализованој, хијерархијској рачунарској мрежи у реалном времену, раних 1960-их, али пројекат никада није завршен. Совјетске фабрике су почеле да производе транзисторске рачунаре током првих година ове деценије.
У то време, АЛГОЛ је био најчешћи програмски језик у совјетским рачунарским центрима. АЛГОЛ 60 је коришћен са бројним домаћим варијантама, укључујући АЛГАМС, МАЛГОЛ и Алпха .  АЛГОЛ је остао најпопуларнији језик за универзитетску наставу до 1970-их.
МИНСК-2 је био солид-стате дигитални рачунар који је ушао у производњу 1962. године, а Централна обавештајна агенција је покушала да добије модел. БЕСМ-6, представљен 1965, имао је перформансе од око 800 КИПС на Гибсон Мик бенцхмарк  — десет пута више од било ког другог серијски произведеног совјетског рачунара из тог периода,  и сличног перформансама као ЦДЦ 3600 .  Од 1968. до 1987. произведено је 355 јединица БЕСМ-6. Са цевоводом инструкција, преплитањем меморије и преводом виртуелних адреса, БЕСМ-6 је био напредан за то доба; међутим, у то време је био мање познат од МЕСМ-а.
Министарство за електронску индустрију основано је 1965. године, чиме је окончан примат Министарства радио-технологије у производњи рачунара. Следеће године, Совјетски Савез је потписао споразум о сарадњи са Француском о подели истраживања у области рачунарства након што су Сједињене Државе спречиле Француску да купи ЦДЦ 6600 маинфраме. Године 1967. покренут је пројекат Јединственог система електронских рачунара за стварање рачунара опште намене са другим земљама Цомецон-а . 
Сојуз 7К-Л1 је био прва совјетска летелица са дигиталним компјутером Аргон-11С. Изградњу Аргона-11С завршио је 1968. године Научно-истраживачки институт за електронске машине. Према Пиерсу Бизонију, недостатак рачунарске снаге био је фактор неуспеха совјетског лунарног програма са посадом.

### Индустрија полупроводника
Совјети су схватили стратешке импликације полупроводника већ касних 1950-их и постављени су нови погони за њихову производњу у градовима попут Лењинграда и Риге. Совјетски научници су искористили споразуме о размени студената са САД да би проучавали технологију, похађајући предавања пионира ове области као што је Вилијам Шокли. Прво совјетско интегрисано коло произведено је 1962. године, под управом Yuri Osokin.
Џоел Бар, совјетски шпијун рођен у Америци који се претходно инфилтрирао у америчке технолошке компаније, успешно је лобирао код Хрушчова да изгради нови град посвећен производњи полупроводника. Нови град је добио име Зеленоград.
Како је локална полупроводничка индустрија почела да се развија 1960-их, совјетским научницима је све више наређено да копирају западне дизајне (као што је Текас Инструментс СН-51) без икаквих промена. Гледајући уназад, приступ није био прилагођен брзом развоју света производње чипова, који је наставио да се мења у складу са Муровим законом.

### 1970-e
До раних 1970-их, недостатак заједничких стандарда у периферним уређајима и дигиталним капацитетима довео је до значајног технолошког заостајања за западним произвођачима. Хардверска ограничења приморала су совјетске програмере да пишу програме у машинском коду све до раних 1970-их.  Од корисника се очекивало да одржавају и поправљају сопствени хардвер; локалне модификације су отежале (или немогуће) дељење софтвера, чак и између сличних машина. 
Према Деветом петогодишњем плану (1971–1975), совјетска производња рачунара би се повећала за 2,6 пута на укупну инсталирану базу од 25.000 до 1975. године, што подразумева око 7.000 рачунара у употреби од 1971. године. План је разматрао производњу у већим количинама Риад-а заснованог на интегрисаном колу, али је БЕСМ остао најчешћи модел, са АСВТ и даље ретким. Одбацујући Стаљиново мишљење, план је предвиђао коришћење рачунара у националне сврхе, као што су широко распрострањена индустријска аутоматизација, економетрија и централна мрежа за планирање у целој држави. Неки стручњаци као што су Бари Боем из РАНД- а и Виктор Зорза сматрали су да би совјетска технологија могла сустићи Запад уз интензивне напоре попут совјетског свемирског програма, али други као што је Марсхалл Голдман вјеровали су да је то мало вјероватно без капиталистичке конкуренције и повратних информација корисника и неуспјеха. остварења циљева претходних планова. 
Влада је одлучила да прекине оригинални развој у индустрији, подстичући пиратерије западних система.  Разматрана је алтернативна опција, партнерство са компанијом Интернатионал Цомпутерс Лимитед са седиштем у Британији, али је на крају одбијена. ЕС ЕВМ маинфраме, лансиран 1971. године, био је заснован на ИБМ/360 систему.  Копирање је било могуће јер иако је имплементација система ИБМ/360 била заштићена бројним патентима, ИБМ је објавио опис архитектуре система (омогућујући креирање конкурентских имплементација).
Совјетска академија наука, која је била главни играч у развоју совјетских компјутера, није могла да се такмичи са политичким утицајем моћних министарстава и била је пребачена у надзорну улогу.  Истраживање и развој хардвера постали су одговорност истраживачких института при министарствима. До раних 1970-их, са технологијом чипова која је постајала све релевантнија за одбрамбене апликације, Зеленоград се појавио као центар совјетске микропроцесне индустрије; страни технолошки дизајни су увезени, легално или на други начин.
Девети петогодишњи план одобрио је смањену верзију ранијег ОГАС пројекта и ЕГСВТ мрежу, која је требала да повеже више ешалоне одељења за планирање и администрације. Лош квалитет совјетских телефонских система ометао је даљински пренос података и приступ. Телефонски систем једва да је био адекватан за гласовну комуникацију, а западни истраживач је сматрао да је мало вероватно да би могао бити значајно побољшан пре краја 20. века. 
Године 1973. Лебедев се повукао са функције директора Института за прецизну механику и рачунарско инжењерство . Заменио га је Всеволод Бурцев, који је промовисао развој компјутерске серије Елбрус .
У духу детанта, 1974. године Никсонова администрација је одлучила да ублажи ограничења извоза рачунарског хардвера и подигла дозвољену рачунарску снагу на 32 милиона бита у секунди. Совјетски Савез је 1975. године наручио ИБМ-у да испоручи компјутере за контролу процеса и управљање за своју нову фабрику камиона Камаз. ИБМ системи су такође купљени за Интоурист ради успостављања компјутерског система резервација пре Летњих олимпијских игара 1980. године.

### Раних 1980-их
Совјетска компјутерска индустрија је наставила да стагнира током 1980-их. Како су се персонални рачунари проширили на канцеларије и индустрију у Сједињеним Државама и већини западних земаља, Совјетски Савез није успео да одржи корак. До 1989. године у земљи је било преко 200.000 рачунара. Совјетски Савез је 1984. имао око 300.000 обучених програмера, али они нису имали довољно опреме да би били продуктивни.
Иако је Министарство радио-технологије било водећи произвођач совјетских рачунара до 1980. године, руководство министарства је са дубоким скептицизмом гледало на развој прототипа персоналног рачунара и сматрало да рачунар никада не може бити лични. Следеће године, када је совјетска влада усвојила резолуцију о развоју микропроцесорске технологије, став министарства се променио.
Ширење компјутерских система у совјетским компанијама било је слично споро, са једном трећином совјетских фабрика са преко 500 радника који су 1984. имали приступ главном рачунару (у поређењу са скоро 100 процената у Сједињеним Државама). Успех совјетских менаџера се мерио степеном у коме су испунили планске циљеве, а компјутери су отежали измене рачуноводствених калкулација како би се вештачки достигли циљеви; Чинило се да компаније са рачунарским системима раде лошије од компанија без њих.
Покрет за компјутерски хоби се појавио у Совјетском Савезу током раних 1980-их, црпећи из дуге историје радио и електричних хобија. Године 1978. тројица запослених у Московском институту за електронску машиноградњу направили су прототип рачунара на основу новог микропроцесора КР580ИК80 и назвали га Мицро-80 . Пошто нису успели да изазову интересовање министарстава, објавили су шеме у Радио магазину и од њега направили први совјетски „уради сам“ рачунар. Иницијатива је била успешна (иако су се неопходни чипови тада могли купити само на црном тржишту), што је довело до Радио-86РК и неколико других компјутерских пројеката.
Пиратерија је била посебно честа у софтверској индустрији, где су копије западних апликација биле широко распрострањене. Америчке обавештајне агенције, након што су сазнале за совјетске пиратске напоре, поставиле су грешке у копирани софтвер који су касније изазвали катастрофалне кварове у индустријским системима. Једна таква грешка изазвала је експлозију у сибирском гасоводу 1982. године, након што су подешавања пумпе и вентила промењена да би се произвели притисци који су далеко изнад толеранције спојева цевовода и завара. Експлозија није изазвала жртве, али је проузроковала значајну економску штету.
У јулу 1984. укинуте су санкције ЦОЦОМ- а које су забрањивале извоз одређеног броја уобичајених десктоп рачунара у Совјетски Савез; истовремено је додатно ограничена продаја великих рачунара. Године 1985. Совјетски Савез је купио преко 10.000 МСХ рачунара од Ниппон Гакки-ја . 
Стање научног рачунарства је било посебно назадно, при чему је ЦИА коментарисала да би „Совјетима набавка једног западног суперкомпјутера дала повећање укупне снаге научних рачунара за 10–100%.

### Перестројка
Програм за проширење компјутерске писмености у совјетским школама била је једна од првих иницијатива које је најавио Михаил Горбачов након што је дошао на власт 1985. године  Те године, Електроника БК-0010 је био први совјетски персонални рачунар који се користио у школама и као потрошачки производ. Био је то једини совјетски персонални рачунар који је произведен у више од неколико хиљада јединица. 
Дванаести петогодишњи план захтевао је производњу преко милион персоналних рачунара и 10 милиона флопи дискова.  Између 1986. и 1988. совјетске школе су добиле 87.808 рачунара од планираних 111.000. Око 60.000 је било БК-0010, као део рачунарских система КУВТ-86.
Иако су совјетске копије хардвера донекле заостајале за својим западним колегама у перформансама, њихов главни проблем је генерално била лоша поузданост. Агат, клон Apple II, био је посебно склон неуспеху; дискови које чита један систем могу бити нечитљиви за друге.  У издању Правде из августа 1985. писало је: „Има притужби на квалитет и поузданост рачунара“. Агат је на крају укинут због проблема са испоруком компоненти, као што су диск јединице. 
Вецтор-06Ц, објављен 1986. године, био је познат по релативно напредним графичким могућностима. Вецтор је могао да прикаже до 256 боја када је БК-0010 имао само четири чврсто кодиране боје, без палета.
Године 1987. сазнало се да су Конгсберг Группен и Тосхиба продали ЦНЦ машине за глодање Совјетском Савезу у ономе што је постало познато као скандал Тосхиба-Конгсберг . Председник Тошибе поднео је оставку, а компанији је запретила петогодишња забрана уласка на тржиште САД.
Доношење Закона о задругама у мају 1987. довело је до брзог ширења компанија које тргују рачунарима и хардверским компонентама. Основане су многе софтверске задруге које су до 1988. запошљавале чак једну петину свих совјетских програмера  . Задруга Техника, коју је створио Артјом Тарасов, успела је да прода сопствени софтвер државним агенцијама, укључујући Госнаб.
Компјутери совјетске производње компатибилни са ИБМ-ом представљени су крајем 1980-их, али су због њихове цене били ван домашаја совјетских домаћинстава. Поиск, објављен 1989. године, био је најчешћи совјетски рачунар компатибилан са ИБМ-ом. Због потешкоћа у производњи, ниједан модел личног рачунара никада није масовно произведен. 
Како је ембарго западних технологија попуштао током ере касне перестројке, Совјети су све више усвајали стране системе. Године 1989. Московски институт за термичку технологију је набавио 70 до 100 ИБМ КСТ - АТ система са 8086 микропроцесора. Лош квалитет домаће производње навео је земљу да увезе преко 50.000 персоналних рачунара са Тајвана 1989.
Све већи увозни уговори су потписани са западним произвођачима, али, како се совјетска економија распадала, компаније су се бориле да прибаве чврсту валуту да плате за њих, а послови су одлагани или отказани. Цонтрол Дата Цорпоратион је наводно пристала на трампу компјутера за совјетске божићне честитке.
Групе за људска права на Западу вршиле су притисак на совјетску владу да одобри излазне визе свим компјутерским стручњацима који желе да емигрирају. Совјетске власти су се на крају повиновале, што је довело до огромног губитка талената у области рачунарства.

### 1990-e и наслеђе
У августу 1990. основан је РЕЛЦОМ ( УУЦП рачунарска мрежа која ради на телефонским линијама). Мрежа повезана на ЕУнет преко Хелсинкија, омогућавајући приступ Усенету . До краја 1991. имао је око 20.000 корисника. Септембра 1990. године креиран је .су домен.
Почетком 1991. Совјетски Савез је био на ивици распада; налози за набавку су масовно отказани, а полуготови производи из компјутерских погона су одбачени јер је квар централизованог система снабдевања онемогућио њихово довршење. Велика Минска фабрика рачунара покушала је да преживи нове услове преласком на производњу лустера. Западна ограничења извоза цивилне рачунарске опреме укинута су у мају 1991. Иако је то технички омогућило Совјетима да извозе рачунаре на Запад, њихово технолошко заостајање није им дало тржиште тамо. Вести о покушају совјетског државног удара у августу 1991. пренете су до Усенет група преко Релцома.
Са падом Совјетског Савеза, многи истакнути совјетски програмери и инжењери рачунара (укључујући будућег Интеловог архитекту процесора Владимира Пентковског ) преселили су се у иностранство. Велике компаније и фабрике које су производиле компјутере за совјетску војску престале су да постоје.  Рачунари направљени у постсовјетским земљама током раних 1990-их били су састављени скоро искључиво од страних компоненти. 
Совјетски рачунари су остали у уобичајеној употреби у Русији до средине 1990-их. Постсовјетским руским тржиштем персоналних рачунара у почетку су доминирали страни брендови као што су Ацер и ИБМ, који су извозили рачунаре у Русију из производних погона у иностранству. Почевши од средине 1990-их, аутохтоне руске компјутерске фирме почеле су брзо да добијају тржишни удео од увоза. До 1996. године, локално састављени рачунари су чинили око две трећине продаје јединица у Русији.
Елбрус ВЛИВ архитектура, представљена у микропроцесору Елбрус 2000 лансираном 2001. године, вуче корене из раног совјетског ВЛИВ истраживања.

## Западне санкције
Пошто су Сједињене Државе рачунаре сматрале стратешком робом, њихова продаја западним земљама углавном није била дозвољена без посебне дозволе. Као резултат CoCom ембарга, компаније из земаља Западног блока нису могле да извозе рачунаре у Совјетски Савез (или да их сервисирају) без посебне дозволе.
Чак и када продаја није била забрањена политиком ЦоЦом-а, америчка влада би и даље могла да тражи од западноевропских земаља да се уздрже од извоза рачунара због спољнополитичких питања, као што је протест против хапшења совјетских дисидената. Продаја софтвера није била тако строго регулисана, пошто су западни креатори политике схватили да се софтвер може много лакше копирати (или прокријумчарити).

## Процена
Совјетски компјутерски софтвер и хардверски дизајн често је био упоредан са западним, али упорна неспособност земље да побољша квалитет производње значила је да није могла практично да искористи теоријски напредак. Контрола квалитета је, посебно, била главна слабост совјетске рачунарске индустрије.
Одлука да се напусти првобитни развој раних 1970-их, уместо да се затвори јаз са западном технологијом, сматра се још једним фактором који узрокује да совјетска компјутерска индустрија додатно заостаје. Према Владу Струкову, ова одлука је уништила аутохтону компјутерску индустрију земље. Софтверска индустрија је следила сличан пут, са совјетским програмерима који су се фокусирали на дуплирање западних оперативних система (укључујући ДОС/360 и ЦП/М). Према Борису Бабајану, одлука је била скупа у смислу времена и ресурса; Совјетски научници су морали да проучавају застарели западни софтвер, а затим да га препишу, често у целини, да би функционисао са совјетском опремом.
Валериј Шилов је ово гледиште сматрао субјективним и носталгичним. Одбацујући појам „златног доба“ совјетског рачунарског хардвера, он је тврдио да су осим неколико достигнућа светске класе, совјетски рачунари увек били далеко иза својих западних еквивалената (чак и пре клонирања великих размера). Произвођачи рачунара у земљама као што је Јапан такође су заснивали своје ране рачунаре на западном дизајну, али су имали неограничен приступ страној технологији и производној опреми. Своју производњу су фокусирали на потрошачко тржиште, а не на војне апликације, омогућавајући им да постигну бољу економију обима . За разлику од совјетских произвођача, они су стекли искуство у маркетингу својих производа потрошачима.
Пиратерија западног софтвера као што су ВордСтар, СуперЦалц и дБасе била је ендемска у Совјетском Савезу, ситуација која се приписује неспособности домаће софтверске индустрије да задовољи потражњу за висококвалитетним апликацијама. Софтвер се није делио тако често или лако као на Западу, остављајући совјетске научне кориснике веома зависним од апликација доступних у њиховим институцијама. Државни комитет за рачунарство и информатику проценио је да је од 700.000 компјутерских програма развијених до 1986. године, само 8.000 било званично регистровано, а само 500 се сматрало довољно добрим да се дистрибуирају као производни системи. Према истраживачима Института Хaдсон Ричард В. Јуди и Роберт В. Клоу, ситуација у совјетској софтверској индустрији била је таква да „не заслужује да се зове индустрија“.
Совјетски Савез, за разлику од савремених индустријализованих земаља као што су Тајван и Јужна Кореја, није успоставио одрживу компјутерску индустрију. Роберт В. Страиер је овај неуспех приписао недостацима совјетске командне економије, где су монополска министарства блиско контролисала активности фабрика и компанија. Три владина министарства ( Министарство инструментарије, Министарство радио индустрије и Министарство електронске индустрије ) била су одговорна за развој и производњу рачунарског хардвера. Имали су оскудне ресурсе и преклапања одговорности.  Уместо да удружују ресурсе и деле развој, они су били закључани у сукобима и ривалствима и борили се за новац и утицај.
Совјетска академија је и даље дала значајан допринос компјутерској науци, као што је рад Леонида Хачијана „Полиномски алгоритми у линеарном програмирању“. Елбрус -1, развијен 1978. године, имплементирао је процесор који није у поретку са два издања са преименовањем регистра и спекулативним извршавањем ; према Киту Дифендорфу, ово је било скоро 15 година испред западних суперскаларних процесора.

## Хронологија
- Новембар 1950 – МЕСМ, први универзално програмабилни електронски рачунар у Совјетском Савезу, постаје оперативан.[96]
- 1959 – Дизајниран и произведен Сетун, експериментални тернарни рачунар .[15]
- 1965. – Основано Министарство електронске индустрије, чиме је завршен примат Министарства радиотехнике у производњи рачунара.[12]
- 1971. – Лансиран је ЕС ЕВМ маинфраме базиран на систему ИБМ/360 .[4]
- 1974. – НПО Тсентрпрограммсистем (Центрпрограммсистем) је основан у оквиру Министарства за израду инструмената да делује као централизовани фонд и дистрибутер софтвера.[97]
- Новембар 1975. – Државни комитет за проналаске и открића прогласио је да компјутерски програми нису подобни за заштиту према совјетском закону о проналазацима.[98]
- 1982 – Царинска служба Сједињених Држава запленила је шаховску машину Белле пре него што је стигла до изложбе шаха у Москви јер су сматрали да би могла бити корисна совјетској војсци.[99]
- 1984 – Алексеј Пајитнов измислио популарну видео игрицу Тетрис .[100]
- Август 1988 – Први компјутерски вирус у Совјетском Савезу, познат као ДОС-62, откривен је у Институту за програмске системе Совјетске академије наука.[101]
- Август 1990. – Основан РЕЛЦОМ ( УУЦП рачунарска мрежа која ради на телефонским линијама).[73]
- Децембар 1991 – распад Совјетског Савеза.[102]